# Адлерфельт, Карл
Барон Карл Адлерфельт (швед. Carl Adlerfelt; 1719—1769) — шведский военный и государственный деятель, генерал-майор и губернатор.

## Биография
Родился в 1719 году в Стокгольме в семье Пера Адлерфельта и его жены Катарины Юлианы фон Баутцен (Catharina Juliana von Bautzen, ум. 1742).
Свою военную карьеру Карл Адлерфельт начал в 1734 году в качестве инженера-добровольца по фортификационным сооружениям. Затем продвинулся по службе и в 1741 году был произведен в капитаны Гамильтоновского полка, принимал участие в Русско-шведской войне 1808—1809 годов. В течение 1741—1742 годов Адлерфельт был адъютантом генерала Жана Бускета на французской военной службе, с которым участвовал в нескольких боевых столкновениях; затем по 1744 год был адъютантом у Морица Саксонского.
Вернувшись в Швецию, в 1746 году Карл Адлерфельт находился на ряде должностей в шведской армии, в частности, был назначен старшим адъютантом короля Фредрика I в его собственном полку (Kronprinsens regemente), участвовал в Померанской войне и, наконец, стал генерал-майором в 1760 году.
Перейдя на гражданскую службу, в 1764 году стал губернатором провинции Мальмёхус и главнокомандующим Мальмё. В течение пяти лет, когда он управлял этим округом, Адлерфельт много сделал для его развития. Качественные проселочные дороги, построенные во время его правления, служили и в XX веке. В 1768 году он установил памятник в местечке Ставстен недалеко от Треллеборга, где Карл XII высадился в 1715 году после многолетнего военного пребывания на континенте.
Умер 20 января 1769 года в Мальмё.
7 ноября 1748 года был награждён рыцарским крестом ордена Меча (RSO1kl).

### Семья
Карл Адлерфельт был четырежды женат:
1. с 1745 года — на  Франциске Магдалине фон Фалькенхайн (Fransiska Magdalena von Falkenhain, 1722—1751);
2. с 1754 года — на Агнете Маргарете Стрёмфельт (Agneta Margareta Strömfelt, 1725—1761);
3. с 1762 года — на Ульрике Софии Спарре[швед.] (Ulrika Sofia Sparre, 1736—1765), у них родилась дочь Шарлотта Августа Адлерфельт (Charlotta Augusta Adlerfelt, 1765—1791);
4. с 1768 года — на Элизабет Дженнингс (Elisabet Jennings, 1734—1801), у них родилась дочь Каролина Адлерфельт (Carolina Adlerfelt, 1769—1799).